# Pierre le Diacre
Pierre le Diacre (1107 ou 1110 à Rome - 1159 à Cassino) est un chroniqueur et moine bénédictin, bibliothécaire de l'abbaye du Mont-Cassin, ayant recopié notamment des œuvres de Frontin, Varron, Végèce, et auteur du De viris illustribus, qui contient l'un des textes fondant la légende de Constantin l'Africain.

## Biographie
Pierre le Diacre (Petrus Diaconus), fils d'Egidio, des comtes de Tusculum, entre à l'âge de cinq ans, vers 1115, à l'abbaye de Monte-Cassino, comme puer oblatus et reçoit ses premiers enseignements littéraires. Formé à l'école de l'abbaye, il fut particulièrement proche de l'abbé Oderisio II (1123-1126), dans la déposition duquel il fut lui-même impliqué, au point qu'en 1128 il dut quitter le monastère.
Jusqu'en 1131, il vécut probablement à Atina , alors soumise aux seigneurs de San Giovanni Incarico, où, à quelques kilomètres de Monte-Cassino, il écrivit plusieurs ouvrages historiques et hagiographiques.
De retour à Mont-Cassin en 1131, par la volonté du testament de l'abbé Senioretto (1127-1137), il fut chargé des archives et de la bibliothèque, se consacrant à une activité littéraire notable et complexe. Auteur d'une chronique, il dédia le livre IV de son œuvre à son ami, l'abbé Renaud.
En 1137, lors de la lutte entre l'empereur Lothaire II et le roi normand Roger II, il joua un certain rôle, allant comme bibliothécaire de l'abbaye de Cassino auprès de l'empereur de Lagopesole (it), comme il le raconte lui-même dans l'Altercatio pro cenobio Casinensi . Après une longue période au cours de laquelle les sources sont muettes, son nom, Petrus Egidii Tusculanensis , apparaît pour la dernière fois dans un acte de donation de 1154.
Sa mort doit avoir eu lieu après 1159, terme initial pour la datation du codex Casinense 47, dans la nécrologie du 26 février dont son nom est noté (Petrus diaconus et monacus), le seul, parmi ceux des nombreux diacres homonymes qui y sont commémorés, qui apparaît écrit en majuscules.

## Œuvre
La renommée de Pietro Diacono ne s'étendit pas au-delà de Monte-Cassino après sa mort, même s'il se livra à une activité littéraire notable, bien que souvent entachée d'une imagination fervente et surabondante. Beaucoup de ses œuvres littéraires et hagiographiques sont conservées dans les codex autographes Casinense 361 et 257 (Monte Cassino, Archives de l'abbaye) et dans Casinense 518, dits. Registre S. Placidi .
Son activité bien connue de faussaire se manifeste dans trois groupes d'œuvres, que l'on peut classer comme suit : 
- Falsifications relatives à saint Placide (textes concernant la figure de saint Placido, premier disciple de saint Benoît ),
- Falsifications relatives à Odon de saint Maur (interpolations faites sur la Translatio S. Mauri de l'Abbé Eudes de Glanfeuil datant de 863, et les faux autour d'une prétendue dépendance du monastère de Glanfeuil de Monte-Cassino, mise en œuvre par l'antipape Anaclet II en 1133 et confirmée par le pape Eugène III en 1147) ;
- Falsifications relatives à Atina (Vies de saints et textes historiques sur la ville dans laquelle il était exilé).

Pierre le Diacre est également l'auteur de traités exégétiques sur la Sainte Écriture et sur la Règle de saint Benoît : Scolia in diversis sentencentiis , Scolia in Quaestionibus Veteris Testamenti , Exortatorium ad monachos , Expositio in Regulam S. Benedicti. Si dans ce dernier ouvrage il semble s'appuyer fortement sur Smaragdo, dans l'Exortatorium il s'appuie plutôt sur Hugues de Saint Victor et Hildebert de Lavardin. Dans les deux premiers, cependant, la source consiste en une version latine des Quaestiones ad Thalassium de Maxime le Confesseur. Les deux œuvres fondamentales, qui témoignent de la familiarité de Pietro avec les sources documentaires de Cassino sont : 1) la suite de la Chronica sacri monasterii casinensis (it) de Léon d'Ostie , déjà continuée à la mort de ce dernier par Guido jusqu'en 1127, puis par Pietro Diacono lui-même jusqu'en 1138. ; 2) le soi-disant Registrum Petri Diaconi (Reg. 3 : Archives de l'Abbaye de Montecassino), l'un des cartulaires médiévaux parmi les plus célèbres . Il existe une étroite corrélation entre les deux textes dans lesquels il apparaît que l'auteur a largement pris la Chronica comme modèle pour la composition du Registrum (Hoffmann, Chronik , infra ).
Respectivement l'Ortus et vita iustorum cenobii Casinensis et le Liber illustrium virorum archisterii Casinensis sont des hommages à l'histoire spirituelle et littéraire du monastère.
Un autre aspect de l'activité littéraire de Pietro Diacono, qui le rend presque unique dans le panorama culturel de son époque, et dans une certaine mesure, un précurseur de l'humanisme, est le profil classique. Outre la Graphia aureae urbis Romae , dont la paternité a été récemment reconnue par Herbert Bloch (réf. infra), Pietro Diacono a transcrit plusieurs œuvres qui nous sont transmises grâce au codex autographe Casinense 361 (le traité De aquaeductu urbis Romae de Frontinus , la section topographique sur Rome du De lingua latina de Varro , l'Epitome rei militaris de Vegetius ) ou dans une copie de la fin du XVe siècle : Naples, Bibl. Nazionale, IV D 22 bis (l'Itinerarium Antonini Augusti , des extraits de l'écrivain romain Firmicus Maternus, un résumé de Solinus , le Liber dignitatum Romani imperii ).
De plus, outre un Liber de locis sanctis (Casin. 361), selon son autobiographie, il composa -entre autres- un recueil du De architectura de Vitruve, section des lapidaires, des traités sur les qualités magiques des pierres.
Et aussi, à la demande de l'abbé Senioretto, en collaboration avec l'auteur, il modifia la "Vision" composée par le moine cassinais Alberico da Settefrati.
Une production littéraire aussi abondante, au moment même où déclinait la splendeur qui rayonnait du Monte-Cassino comme centre de réforme de l'Église dans la seconde moitié du XIe siècle, semble être motivée par deux objectifs fondamentaux : d'une part, la célébration de l'abbaye, et de l'autre, le désir aigu de transmettre à la postérité sa polyvalence, la puissante conscience de son rôle d'héritier et de transmetteur de la mémoire de Cassino, combinée à une forme d'identification avec la longue histoire de son monastère.
Dans l'ensemble, sa figure est représentative d'une ferveur culturelle toujours vivante, quoique en déclin, dans le Mont Cassin du XIIe siècle : lecteur vorace, érudit et polygraphe de grande importance, il n'est pas toujours considéré comme aussi fiable. Herbert Bloch , l'un des plus grands spécialistes de l'histoire du monastère de Cassino, a cité en exemple l'histoire des évêques d'Atina comme un typique de sa « facilité historiographique » et de son aptitude à manipuler les sources.

### Réédition de l'œuvre
- La traduction italienne complète a été publiée en 2016 : Leone Marsicano ou Hostiense et Pietro Diacono, Cronaca Monastero Cassinese , introduction et traduction de Francesco Gigante, Francesco Ciolfi Tipografo-Editore-Libraio, Cassino 2016
- Petrus diaconus Casinensis , dans Repertorium Fontium Historiae Medii Aevi ( Institut historique italien du Moyen Âge ), IX. Fontes (Petrus-Reynerus) , Romae 2003.

### Ouvrages
- Herbert Bloch, Le Schisme d'Anaclet II et les faux Glanfeuil de Pierre le Diacre de Mont-Cassin , «Traditio» 8 (1952), pp. 159-264 (maintenant dans Id., Monte Cassino in the Middle Ages , II, Rome 1986, pp. 943-1049).
- Herbert Bloch, Der Autor der «Graphia aureae urbis Romae», «Deutsches Archiv», 40 (1984), pp. 55-175.
- Herbert Bloch, La vision de Byzance par Pierre le Diacre et un traité redécouvert dans son « Acta S. Placidi », dans Byzance, Rome et l'Italie au Haut Moyen Âge , 2, Spoleto 1988 (Semaines d'études du Centre italien d'études sur le haut Moyen Âge Âges , 34), pp. 797-847.
- Herbert Bloch, Donation sicilienne de Tertullus et un traité nouvellement découvert dans les faux Placidus de Pierre le Diacre , dans Fälschungen im Mittelalter. Congrès international des Monuments germaniques historiques, Munich, 16-19. Septembre 1986, 4. Diplomatische Fälschungen (II), Hanovre 1988, p. 97-128.
- Herbert Bloch, Un roman hagiographique du XIIe siècle : les écrits sur Atina de Pierre le diacre de Montecassino , avec intro. par A. Esch et une bio-bibliographie de l'auteur, Rome 1991 (Union internationale des instituts d'archéologie, d'histoire et d'histoire de l'art de Rome. Conférences / 8).
- Herbert Bloch, Le Dossier Atina de Pierre le Diacre de Monte Cassino. Un roman hagiographique du XIIe siècle , Cité du Vatican 1998 (Études et textes 346)
- Lidia BUONO, Pietro Diacono, Saint Marc d'Atina et témoin Cassino retrouvé , dans Comprendre l'hagiographie. Études sur la transmission textuelle des vies des saints du début du Moyen Âge éd. PF Alberto, P. Chiesa, M. Goullet, Florence 2020 (Quaderni di « Hagiographica », 17), pp. 329-366
- Erich Caspar, Petrus Diaconus et les Monte Cassineser Fälschungen. Ein Beitrag zur Geschichte des italienischen Geisteslebens im Mittelalter ,
- Ferdinand Chalandon, Histoire de la domination normande en Italie et en Sicile, t. I, « Introduction », XXXV-XXXVI. Paris, 1907.Berlin 1909.
- Mariano Dell'Omo, De Paolo Diacono à Pietro Diacono : Montecassino médiéval et tradition classique , dans Virgile et le Cloître. Manuscrits d'auteurs classiques et de civilisation monastique , édité par M. Dell'Omo, Rome 1996 (Bimillénaire du Christ. Lettres et foi 1996, direction scientifique G. Cavallo), pp. 63-65 (maintenant dans Id., Montecassino médiéval. Genèse d'un symbole, histoire d'une réalité. Essais sur l'identité cassinaise entre peuple, institution, coutumes et culture , Montecassino 2008 [Biblioteca della Miscellanea Cassinese, 15], pp. 175 – 179).
- Mariano Dell'Omo, Les trois éditions de « l'Autobiographie » de Pietro Diacono de Montecassino (Codes Casin 361, 257, 450). Contribution à l'histoire de la culture monastique médiévale , dans "Florentissima Proles Ecclesiae". Miscellanea hagiographica, historica et liturgica Reginaldo Grégoire OSB XII lustra complenti oblata , éd. D. Gobbi, Trente 1996 (Bibliotheca Civis, 9), pp. 145-230.
- Mariano Dell'Omo, Le Registrum de Pietro Diacono (Montecassino, Archives de l'abbaye, Reg. 3). Commentaire codicologique, paléographique et diplomatique , Montecassino 2000 (Archives historiques de Montecassino. Fac-similés et commentaires, 1).
- Hartmut Hoffmann , Chronik und Urkunde in Montecassino , «Quellen und Forschungen aus italienischen Archiven und Bibliotheken», 51 (1972), pp. 93-205.
- Hartmut Hoffmann, Petrus Diaconus, die Herren von Tusculum et der Sturz Oderisius' II. von Montecassino , «Deutsches Archiv», 27 (1971), pp. 1-109.
- Max Manitius, Geschichte der Lateinischen Literatur des Mittelalters , 3, Munich 1931 (Handbuch der Altertumswissenschaft, hrsg. v. W. Otto, IX. Abt., II. T., III. B.), pp. 547-552.
- Jean-Marie Martin, Pierre Chastang, Errico Cuozzo et al., Registrum Petri Diaconi (Montecassino, Archivio dell’Abbazia, Reg. 3), … [et autres] (éd.), Rome, École française de Rome (Sources et documents, 4), 2015.
- Paul Meyvaert , Les Autographes de Pierre le Diacre , «Bulletin de la bibliothèque John Rylands», 38 (1955), pp. 114-138.
- Paul Meyvaert, Pierre le Diacre et le Tombeau de Saint Benoît. Un réexamen de la tradition cassinoise , «Revue Bénédictine» 65 (1955), pp. 3 à 70.
- Paul Meyvaert, Les Traités exégétiques de Pierre le Diacre et la version latine d'Eriugena de l'Ad Thalassium de Maxime le Confesseur , « Sacris Erudiri », 14 (1963), pp. 130-148